# 磯野員昌
磯野 員昌（いその かずまさ）は、戦国時代から安土桃山時代にかけての武将。浅井氏、後に織田氏の家臣。近江国佐和山城主。

## 生涯

### 浅井氏家臣時代

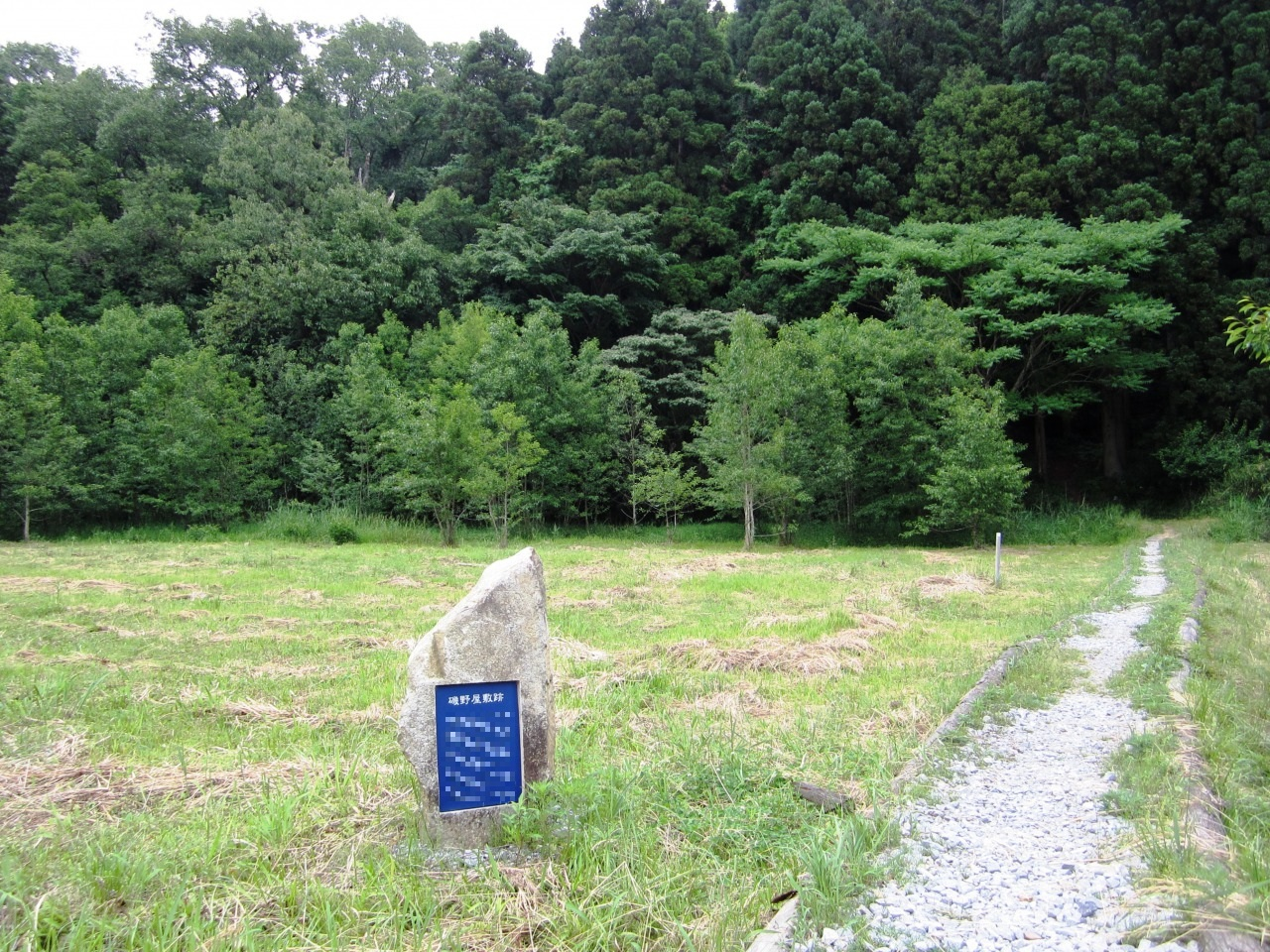
小谷城下の磯野屋敷跡（滋賀県長浜市）

大永3年（1523年）、磯野員宗の子として誕生。磯野氏は代々京極氏の家臣であったが、浅井亮政の台頭に屈する形で浅井氏の配下に加わる。員昌の父・員宗は磯野氏の一族筋から養子として佐和山城を本拠に持つ磯野員吉に迎えられている。主家筋の磯野山城を本拠に持つ磯野氏は西へ下り、筑前国高祖城主・原田氏家臣となり、博多で転職し、鋳造業を営んだ。
父の死後、叔父・員清が家督を継ぎ、その跡を員昌が継いだ。員昌は佐和山城を本拠とし、武勇に長けたことから対六角氏戦で度々武功を重ね、合戦では浅井軍団の先鋒を任されるようになる。大野木国重、野村定元、三田村秀俊らと共に浅井四翼と謳われた。
元亀元年（1570年）6月28日の姉川の戦いでは、織田軍に深く斬り込み、一時は織田信長の本陣近くにまで迫ったが、後に控えていた織田側の稲葉一鉄、氏家卜全、安藤守就らが駆け付け、その後、朝倉軍を撃破した徳川家康軍の増援もあり、浅井側は総崩れとなり敗退した。この員昌の織田本陣に迫る猛攻は、「員昌の姉川十一段崩し」という逸話として残る（ 浅井三代記）。

### 織田氏家臣時代
姉川の戦いの後、浅井氏の小谷城との陸路は横山城を拠点とした織田軍により分断され、佐和山城は敵中に孤立する状態となっていた。そのため、員昌は翌元亀2年（1571年）2月24日、佐和山城を攻撃された際に信長に降伏した（信長公記 巻3）。
降伏後、員昌は佐和山城と引き換えに、近江高島郡を与えられている。この頃、織田家の宿将は、琵琶湖周辺に配置されており、この高島郡の拝領は、「横山の木下藤吉郎、佐和山の丹羽長秀、安土の中川重政、長光寺の柴田勝家、永原の佐久間信盛、宇佐山の明智光秀」と同等という破格の待遇であった。員昌の武功は織田家でも認められていたと考えられる。ただし、信長の甥・津田信澄を嗣養子とさせられている（丹羽家譜伝）。
その後、員昌は天正元年（1573年）9月に杉谷善住坊を捕縛（信長公記 巻6）し、天正3年（1575年）8月には越前一向一揆の鎮圧（信長公記 巻8）に従軍している。
しかし、天正4年（1576年）正月には、津田信澄が高島より上洛しており（兼見卿記）、また、同年12月に朽木商人宛に、天正5年（1577年）閏7月には横江崇禅寺宛に、津田信澄が安堵状を発行していることから、この頃には員昌の権益は縮小、又は家督の譲渡が行われていたと考えられる。

### 出奔とその後
天正6年（1578年）2月3日、員昌は信長の意思に背いて叱責され出奔し、領地の高島郡は津田信澄に与えられた（信長公記 巻11）。信長の叱責の内容は不明であるが、一説には家督を譲るよう、信澄や信長が迫ったが拒んだためともいう。本能寺の変において信澄や信長が亡くなると高島郡に戻って帰農し天正18年（1590年）9月10日に死去した。享年68。
子・行信以下の一族は石田三成、後に藤堂高虎（高虎は天正年間に、員昌に仕えていた）に仕えて家名を存続させた。孫の行尚は、大坂の陣で藤堂軍に属して八尾・若江の戦いで増田盛次を討ち取る功績を上げている。娘は小堀正次に嫁ぎ、茶人・小堀政一を生んでいる。